# Neuenkirchen (Adelsgeschlecht)

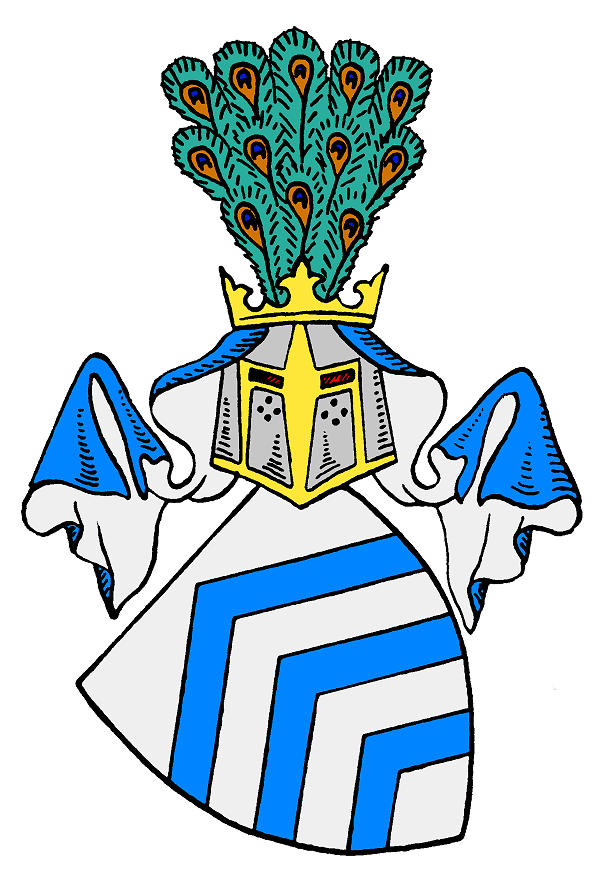
Wappen derer von Neuenkirchen

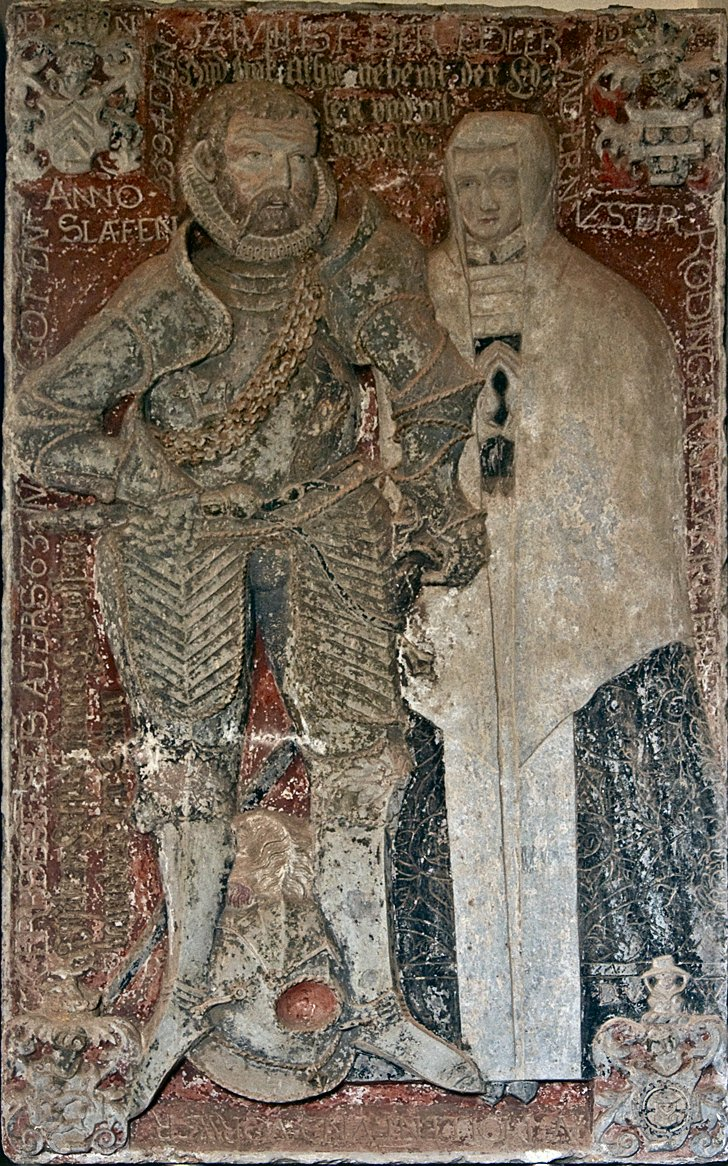
Grabplatte des Rüdiger von Neuenkirchen und seiner Frau Ilsabe von Eickstedt in der Dorfkirche von Mellenthin auf Usedom

Wappen im Pommerschen Wappenbuch

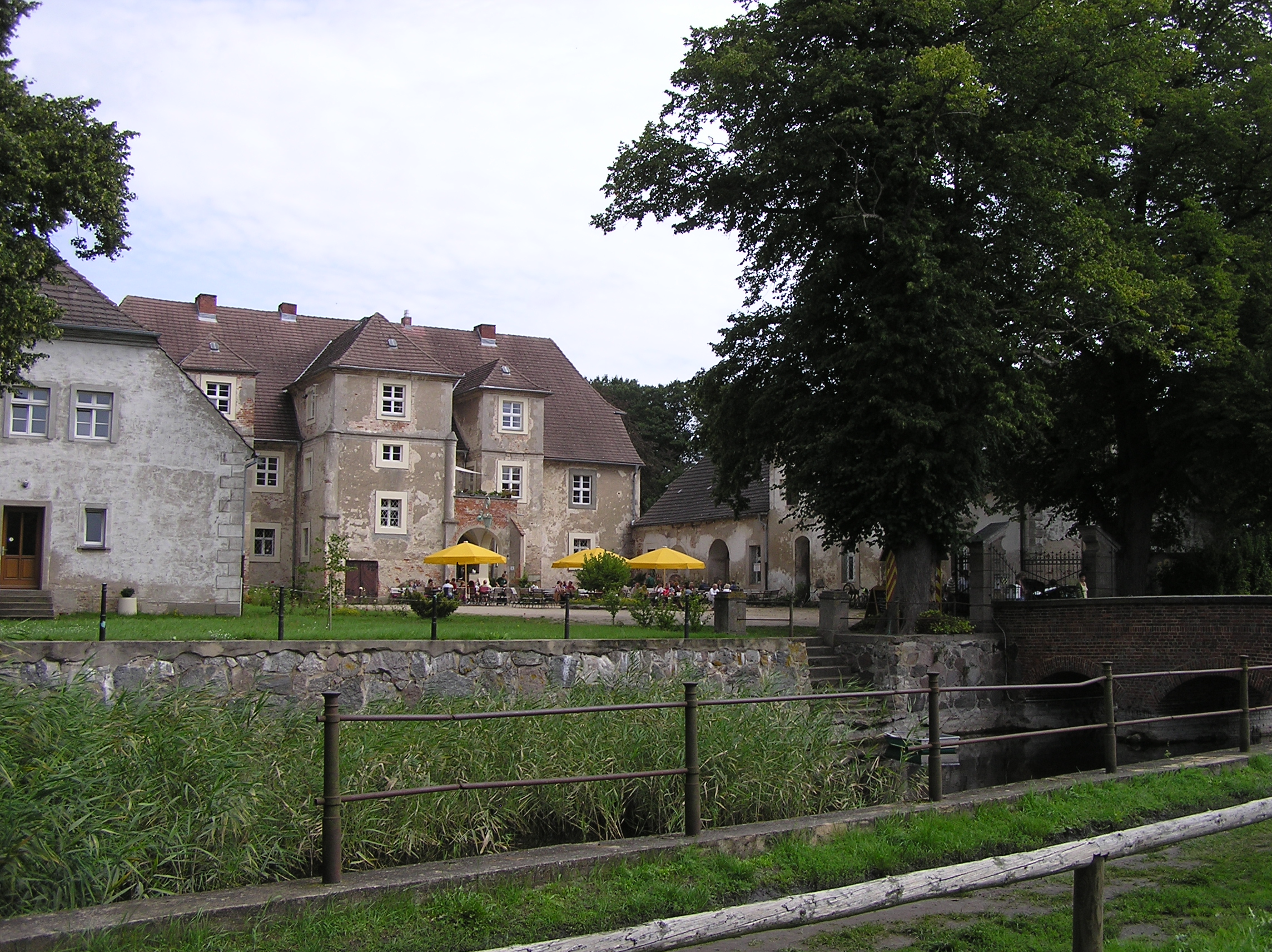
Wasserschloss Mellenthin

Die Familie von Neuenkirchen, auch niederdeutsch Nienkerken, war ein pommersches Adelsgeschlecht. Die auf Usedom sowie bei Anklam und Wolgast ansässige Familie starb im 17. Jahrhundert aus.

## Geschichte
Die genaue Herkunft der seit der Mitte des 13. Jahrhunderts in Pommern ansässigen Familie ist nicht belegt. Somit ist unklar, ob die Familie ihren Namen von ihrem Stammsitz Neuenkirchen hat oder den Namen auf den Ort übertrug. Eine Familie von Nienkerken war auch im rechtsrheinischen Teil der Grafschaft Kleve ansässig. Der erste in Pommern genannte Vertreter ist der Ritter Rudolf, auch Rodolfus, Ludolf etc., von (de) Nienkerken, welcher von 1251 bis 1295 in den Urkunden nachweisbar ist.
Zu den Stammsitzen der Familie gehörten etwa seit der ersten Hälfte des 14. Jahrhunderts nachweisbar Mellenthin und Gothen auf der Insel Usedom sowie Neuenkirchen und Müggenburg südlich der Peene in der Nähe von Anklam.
1322 erhält die Stadt Anklam das Schloss Bugewitz, welches zur Hälfte im Besitz von Bernhard von Neuenkirchen war, von Herzog Otto I. von Pommern. Rolof von Neuenkirchen begleitete 1392/93 den Herzog Wartislaw VIII. von Pommern-Wolgast auf dessen Pilgerreise nach Jerusalem. Angeblich soll er dem Herzog dabei aus einer finanziellen Notlage geholfen haben, wofür er 1426 mit dem Gut Vorwerk, dem heutigen Wrangelsburg belehnt wurde, das bis zum Aussterben der Familie 1641 in deren Besitz blieb.
Seit 1418 war auch Hohendorf nahe dem Peenestrom bei Wolgast im Besitz der Familie. Bei einem Konflikt mit Anklam wurde 1434 die Müggenburg weitgehend zerstört. Vier Jahre später wird letztmals mit „Reimar Nigenkerken de oldere, wanhafftig tho der Müggenborch“ ein Angehöriger dieses Geschlechts im Zusammenhang mit der Müggenburg genannt, als dieser sich nämlich am 29. November 1438 mit der Stadt Anklam gegen die Herzöge Johann und Heinrich von Mecklenburg verbündete. 1473 verkauften Rolef und Joachim von Neuenkirchen mit Genehmigung des Herzogs Erich II. das Dorf Hohendorf für 400 Mark Sundisch an das Kloster Krummin.
Mehrere Familienmitglieder waren vom 13. bis ins 17. Jahrhundert Räte und Beamte der pommerschen Herzöge. So waren Reimar von Neuenkirchen 1394 und Johann (Hans) von Neuenkirchen 1421 und 1425 Vögte von Wolgast. 1436 wurde Hans von Neuenkirchen als Vogt von Usedom genannt.
Der aus Pommern kommende Johann von Neukirchen wurde um 1524 vom Landmeister des Deutschen Ordens in Livland, Wolter von Plettenberg, mit 10,5 Haken zu Goldbeck belehnt. Bereits 1549 bestätigte Landmeister Johann von der Recke Goldbeck dem Jürgen Goldbeck, Schwiegersohn des obigen Johann von Neukirchen, dieses Lehen. Mit Hans von Niekirchen, dem Enkel des nach Estland gekommenen eingangs genannten Hans, der Herr auf Kohhat und Fall in Wierland sowie Quartiermeister und 1615 estländischer Landrat war, zudem 1602–1610 die Mühle und 7,5 Haken am Dorf Mönest besaß und der schließlich am 4. Januar 1616 in Reval begraben wurde, erlosch die Familie vermutlich bereits wieder im Baltikum; er hinterließ drei verehelichte Töchter.
Rüdiger von Neuenkirchen, der in der zweiten Hälfte des 16. Jahrhunderts das Wasserschloss Mellenthin bauen ließ, war Rat des Herzogs Ernst Ludwig. In der Mellenthiner Kirche befinden sich die Grabplatten von ihm und seiner Frau Ilsabe von Eickstedt. Sein Sohn Hans von Neuenkirchen gelangte durch den verschuldeten Herzog Philipp Julius in den Pfandbesitz des Amtes Lindenberg südlich von Demmin. Sein anderer Sohn Christoph von Neuenkirchen ließ um 1600 in Vorwerk ein vierflügeliges Renaissanceschloss errichten. Er war der letzte herzogliche Amtshauptmann auf Usedom und zeitweise Hauptmann auf Schloss Wolgast. Mit ihm starb die Familie 1641 im Mannesstamm aus. Die Familiengüter kamen nach dem Dreißigjährigen Krieg in schwedischen Besitz. Eine Schwester Christophs und seines jüngeren Bruders Hans, Barbara von Neuenkirchen, war mit Joachim von Owstin auf Quilow verheiratet. Aus dieser Ehe stammen u. a. die beiden Söhne Rüdiger Christoph von Owstin und Jochen Cuno von Owstin.

## Wappen
Das Wappen zeigt in Silber drei blaue Sparren. Auf dem Helm mit blau-silbernen Decken ein natürlicher Pfauenstoß.

## Namensträger
- Rüdiger von Neuenkirchen (1531/32–1594), herzoglicher Rat
- Hans von Nikerke († 1616), estländischer Landrat
- Hans von Neuenkirchen (1581–1624), pommerscher Hofmarschall
- Christoph von Neuenkirchen (1567–1641), pommerscher Rat